# بیگ لاست ریور
بیگ لاست ریور (به انگلیسی: Big Lost River) رودی است به طول ۲۱۷ کیلومتر که به Big Lost River Sinks می‌ریزد. این رود در ایالت آیداهو کشور ایالات متحده آمریکا جریان دارد.